# Wilhelm Krüger (Agrarwissenschaftler)
Wilhelm Krüger (* 21. November 1857 in Bornsen bei Uelzen; † 10. Februar 1947 in Bernburg) war ein deutscher Agrikulturchemiker.
Von 1905 bis 1930 leitete er die Anhaltische Versuchsstation in Bernburg. Er erarbeitete wesentliche Grundlagen für eine sachgerechte Düngung der Zuckerrübe.
Auch als Erstbeschreiber von Algen und Pilzen machte er sich einen Namen: Sein botanisch-mykologisches Autorenkürzel lautet „W.Krüger“.

## Leben und Wirken
Wilhelm Krüger, Sohn eines Landwirts, studierte von 1876  bis 1880 Landwirtschaft an der Universität Halle (Saale) und war dann als Landwirtschaftslehrer in Sachsen tätig. 1883 promovierte er an der Universität Freiburg (Breisgau) mit einer Dissertation über das Saatgut von Runkelrüben. 1884 erhielt er eine Anstellung an der Agrikultur-Chemischen Versuchsstation Halle (Saale).
1886 gründete Krüger im Auftrag der Regierung der Niederlande auf der Insel Java eine Versuchsstation für Zuckerrohr. Sechs Jahre leitete er diese Station und förderte mit seinen Forschungsarbeiten nachhaltig den Zuckerrohranbau auf Java. 1892 kehrte er nach Deutschland zurück. Die wissenschaftlichen Ergebnisse seiner Tätigkeit auf Java hat er in dem 1899 erschienenen Buch Das Zuckerrohr und seine Kultur mit besonderer Berücksichtigung der Verhältnisse und Untersuchungen auf Java zusammengefasst. Es galt jahrzehntelang als das Standardwerk des Zuckerrohranbaus.
1897 übernahm Krüger die Leitung der Abteilung Bakteriologie an der Agrikultur-Chemischen Versuchsstation in Halle (Saale). Hier gelang ihm die Entdeckung im Boden freilebender stickstoffsammelnder Bakterien (Azotobacter). 1905 wurde er als Nachfolger von Hermann Wilfarth zum Direktor und Professor der Anhaltischen Versuchsstation Bernburg ernannt. Diese Station leitete er bis 1930.
Krügers Forschungsschwerpunkt in Bernburg war die Ernährungsphysiologie der Zuckerrübe. Gemeinsam mit Gustav Wimmer, seinem Amtsnachfolger, hat er wesentliche, heute noch gültige Grundlagen für die Düngung der Zuckerrübe erarbeitet. Viele seiner Beiträge veröffentlichte Krüger in der Zeitschrift des Vereins der Deutschen Zuckerindustrie. Beachtenswert für die Wissenschaftsgeschichte ist sein 1909 im „Klub der Landwirte zu Berlin“ gehaltener und später publizierter Vortrag über das Lebenswerk von Hermann Hellriegel.

## Schriften
- Die Entwickelungsgeschichte, Wertbestimmung und Zucht des Runkelrübensamens. Dissertation. Universität Freiburg 1883. Schönfeld, Dresden 1884.
- Über eine merkwürdige spontane Färbung von Bakterien in faulendem Rinderblute, 1887 Digitalisat
- Das Zuckerrohr und seine Kultur. Mit besonderer Berücksichtigung der Verhältnisse und Untersuchungen auf Java. Schallehn & Wollbrück, Magdeburg und Wien 1899.
- Zum Gedächtnis Hermann Hellriegels. Vortrag gehalten im Klub der Landwirte zu Berlin am 16. Februar 1909. In: Nachrichten aus dem Klub der Landwirte zu Berlin Jg. 1909, S. 4908–4912 und 4929–4931.
- mit Gustav Wimmer: Über Ursache und Abwendung der Dörrfleckenkrankheit des Hafers. Mitteilungen der Herzoglichen Anhaltischen Versuchsstation zu Bernburg, H. 52, 1914. In: Zeitschrift des Vereins der Deutschen Zucker-Industrie Bd. 64, H. 704, 1914.
- Ernährungsverhältnisse, Anbau, Düngung und Krankheiten der Zuckerrübe. Mitteilungen der Anhaltischen Versuchsstation Bernburg, H. 60–65, 1927.